# Oberamt Cadolzburg
Koordinaten: 49° N, 11° O

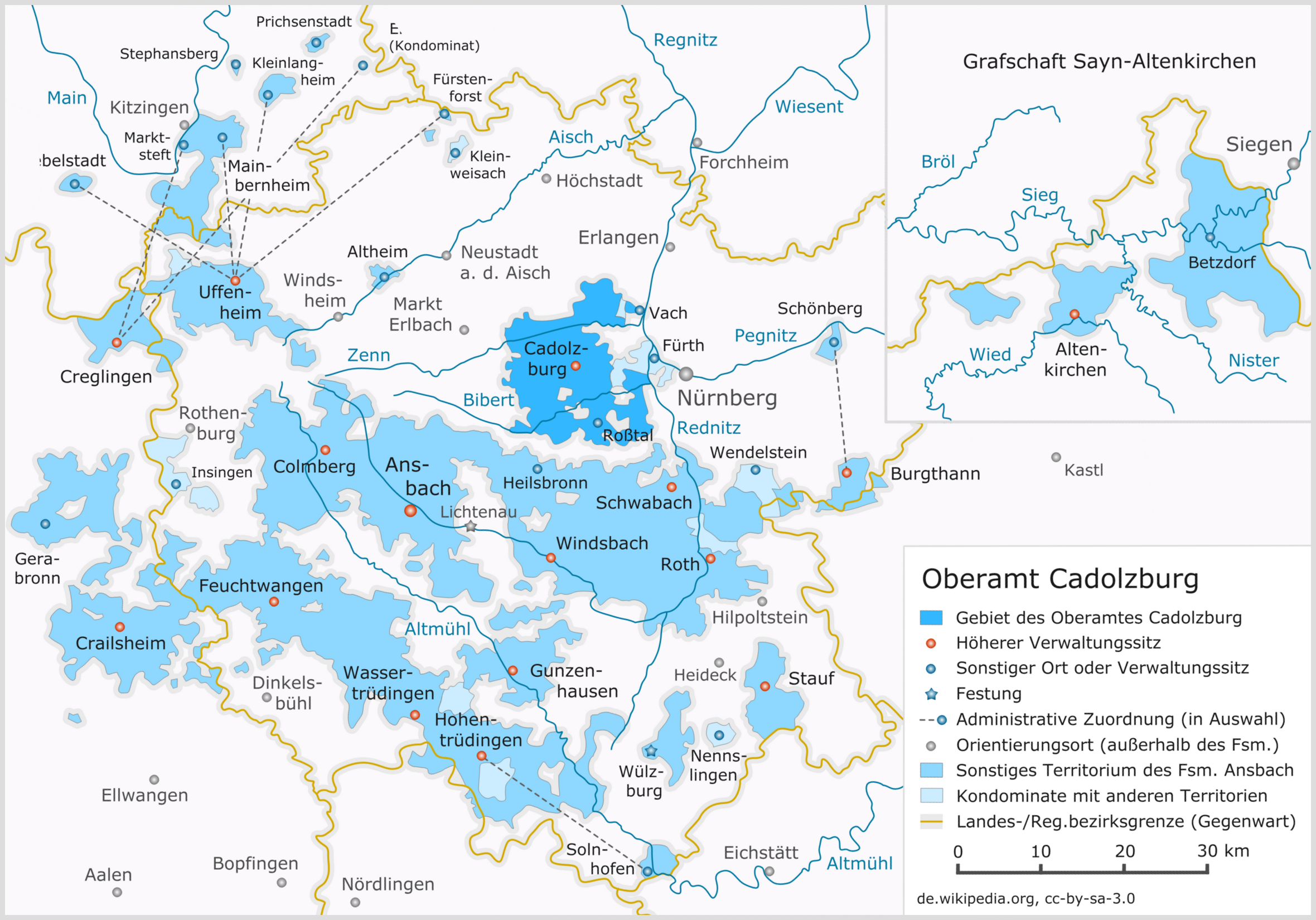
Das Gebiet des Oberamtes Cadolzburg

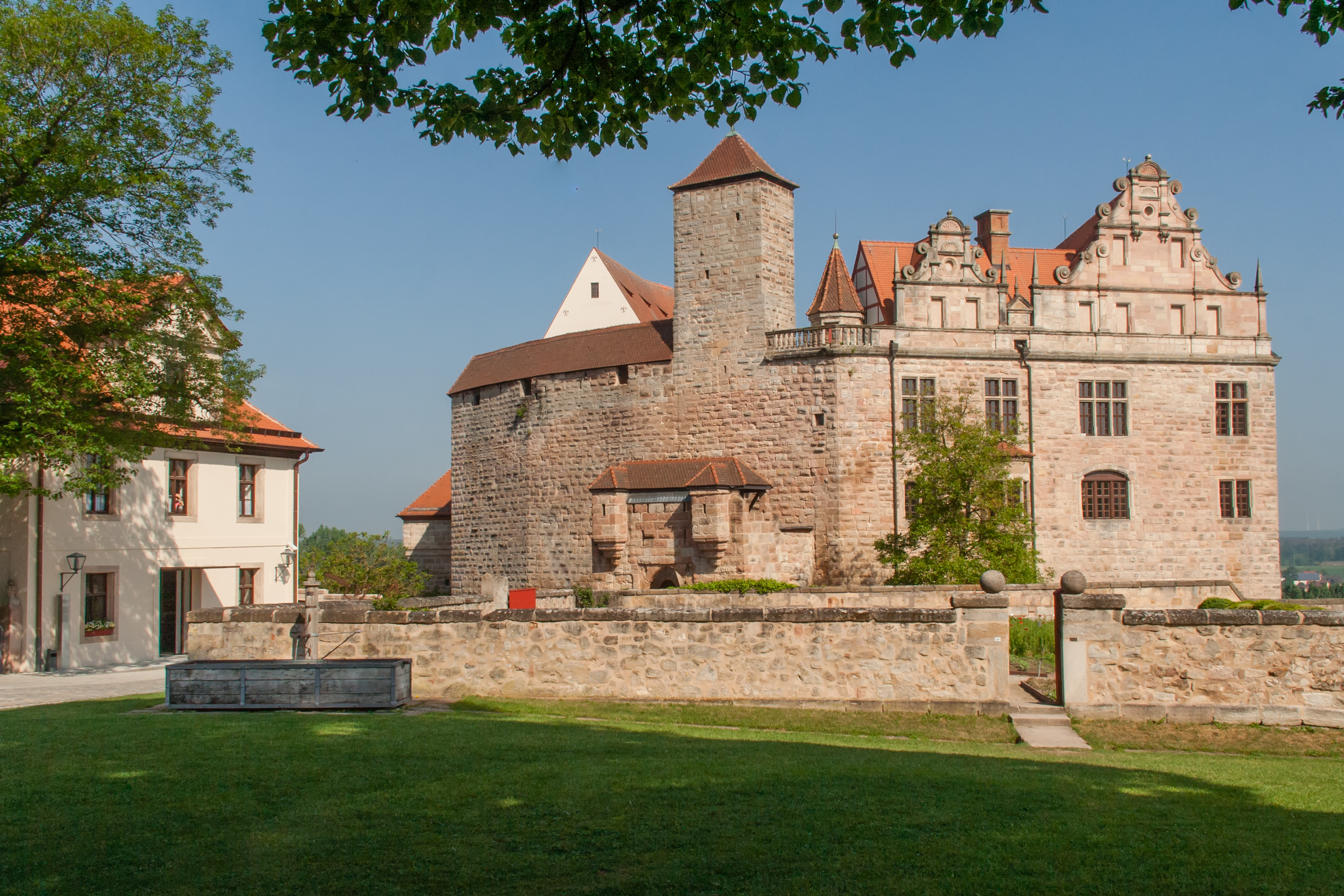
Die Burg Cadolzburg,
der Amtssitz des Oberamtes Cadolzburg

Das Oberamt Cadolzburg war eines der fünfzehn Oberämter, mit denen das Fürstentum Ansbach die Verwaltung seines Territorialbesitzes organisiert hatte.

## Lage
Das Oberamt Cadolzburg grenzte im Südosten an das Oberamt Schwabach an, im Südwesten an das Oberamt Windsbach, im Westen an das brandenburg-bayreuthische Neuhof, im Nordwesten an das brandenburg-bayreuthische Fraischvogteiamt Emskirchen-Hagenbüchach, im Norden an das bambergische Centamt Herzogenaurach und im Osten an das bambergische Dompropsteiamt Fürth und an die Reichsstadt Nürnberg.

## Struktur
Der Verwaltungssitz des Gebietes war die Burg Cadolzburg. Die Hochgerichtsbarkeit war in drei Fraischbezirke aufgeteilt: Oberamt Cadolzburg, Richteramt Roßtal und Stadtvogteiamt Langenzenn. Das Kastenamt Cadolzburg verwaltete weitestgehend die grundherrlichen Ansprüche des Oberamtes. Daneben waren dies noch das Klosteramt Langenzenn und das Verwalteramt Deberndorf.
Untenstehend wird die Gestalt des Oberamtes gegen Ende des 18. Jahrhunderts beschrieben.

### Oberamt Cadolzburg
Das Oberamt Cadolzburg übte über folgende Orte das Hochgericht aus:
Alte Veste, Ammerndorf, Ballersdorf, Banderbach, Bronnamberg, Bronnenmühle, Bubenmühle, Cadolzburg, Dambach, Dürrnfarrnbach, Eberhardshof (strittig), Egersdorf, Gaismannshof (strittig), Gebersdorf (strittig), Gonnersdorf, Greimersdorf, Großhabersdorf, Hiltmannsdorf, Höfen (strittig), Kohlersmühle, Muggenhof (strittig), Oberfürberg, Oberweihersbuch, Pleikershof, Poppenreuth (strittig), Rütteldorf, Schwadermühle, Schweinau (strittig), Stammesmühle, Stinzendorf (z. T.) Sündersbühl, Unterfürberg, Unterschlauersbach, Vincenzenbronn, Vogtsreichenbach, Wachendorf, Weiherhof, Weikershof (strittig), Wetzendorf (strittig), Zirndorf.

#### Kastenamt Cadolzburg
Es hatte die Dorf- und Gemeindeherrschaft über folgende Orte: Ballersdorf, Bronnamberg, Dambach (strittig), Egersdorf, Gonnersdorf, Greimersdorf, Hiltmannsdorf, Leichendorf (z. T.), Oberweihersbuch (z. T.), Roßendorf, Steinbach, Stöckach, Vincenzenbronn, Wachendorf und Zirndorf.
Das Kastenamt Cadolzburg hatte in folgenden Orten Grundherrschaften (in Klammern ist die Zahl der Anwesen und die Gesamtzahl des Ortes angegeben):
- Unmittelbar: Alizberg (1/1), Alte Veste (1/1), Ammerndorf (3/47), Anwanden (3/8), Ballersdorf (2/3), Banderbach (1/17), Bronnamberg (14/16), Bronnenmühle (1/1), Burggrafenhof (14/14), Buttendorf (15/17), Cadolzburg (118/120), Clarsbach (2/9), Dambach (2/20), Egersdorf (8/19), Erzleitenmühle (1/1), Fernabrünst (3/27), Gauchsmühle (1/1), Gonnersdorf (1/11), Greimersdorf (5/7), Großhabersdorf (49/56), Großweismannsdorf (11/17), Hammerschmiede (1/1), Heinersdorf (14/20), Horbach (2/14), Kastenreuth (3/6), Keidenzell (22/24), Kernmühle (1/1), Kirchfarrnbach (6/16), Klaushof (1/1), Langenzenn (144/150), Laubendorf (21/37), Leichendorf (2/10), Loch (3/5), Lohe (8/11), Lohmühle (1/1), Oberbüchlein (3/6), Oberreichenbach (10/26), Oberweihersbuch (1/10), Ödenhof (1/1), Pleikershof (1/1), Raindorf (1/8), Retzelfembach (6/22), Roßendorf (7/16), Roßtal (92/110), Rothenberg (4/7), Sack (1/13), Schwadermühle (1/1), Schwaighausen (3/11), Seckendorf (1/9), Seukendorf (4/32), Stammesmühle (1/1), Steinbach (14/22), Stinzendorf (7/10), Stöckach (13/13), Tuchenbach (20/31), Unterasbach (1/9), Unterbüchlein (3/4), Vach (19/90), Veitsbronn (25/25), Vincenzenbronn (17/24), Wachendorf (8/14), Wasenmühle (1/1), Weiherhof (2/2), Weinzierlein (13/16), Wendsdorf (9/9), Wildenbergen (4/7), Wintersdorf (4/9), Wittinghof (1/1), Zirndorf (67/121).
- Mittelbar: Kirche Buchschwabach: Anwanden (1/8); Pfarrei Cadolzburg: Cadolzburg (2/120), Fernabrünst (1/27) Seckendorf (1/9); Kirche Großhabersdorf: Großhabersdorf (1/56); Kirche Kirchfarrnbach: Kirchfarrnbach (5/16), Kreben (1/8); Heiligenstiftung Oberasbach: Oberasbach (1/22); Kirche Oberasbach: Anwanden (1/8); Heiligenstiftung Roßtal: Weitersdorf (1/6); Pfarrei Roßtal: Neuses (1/9), Raitersaich (1/12), Roßtal (11/110), Trettendorf (1); Pfarrei Seukendorf: Seukendorf (3/32), Siegelsdorf (1/8); Pfarrei Vach: Vach (1/90); Kirche Vincenzenbronn: Vincenzenbronn (1/24); Heiligenstiftung Zautendorf: Fernabrünst (12/27), Großhabersdorf (2/56), Kaplanei Zirndorf: Banderbach (2/17), Oberasbach (1/22), Taubenhof (1⁄2/2); Kirche Zirndorf: Dambach (1/20), Oberasbach (1/22), Zirndorf (9/121).

### Richteramt Roßtal
Das Richteramt Roßtal übte über folgende Orte das Hochgericht aus:
Altenberg, Anwanden, Bertelsdorf (z. T.), Betzendorf, Böllingsdorf, Bonnhof (z. T.), Buchschwabach, Bürglein, Buttendorf, Clarsbach, Defersdorf, Eckershof, Fernabrünst, Göddeldorf, Gottmannsdorf, Großweismannsdorf, Gutzberg, Herboldshof, Höfstetten, Hörleinsdorf, Kastenreuth, Kehlmünz, Kernmühle, Kleinweismannsdorf, Kreutles, Leichendorf, Leichendorfermühle, Leitelshof, Lind, Loch, Markttriebendorf, Müncherlbach, Münchzell, Neuhöflein, Neumühle, Neuses, Oberasbach, Oberbüchlein, Oedenreuth, Raitersaich, Regelsbach (z. T.), Rehdorf, Rohr (z. T.), Roßtal, Schwaighausen, Sichersdorf, Stein, Stöckach, Trettendorf, Unterasbach, Unterbüchlein, Unterweihersbuch, Weihersmühle, Weiler (z. T.), Weinzierlein, Weiterndorf, Weitersdorf, Wendsdorf, Wimpashof, Wintersdorf, Ziegelhütte und Zwieselhof.
Es hatte die Dorf- und Gemeindeherrschaft über folgende Ort: Anwanden, Buttendorf, Großweismannsdorf, Kastenreuth, Loch, Oberasbach, Oberbüchlein, Roßtal, Schwaighausen, Trettendorf, Unterbüchlein, Weinzierlein, Wendsdorf und Wintersdorf.
Grundherrliche Ansprüche hatte das Richteramt Roßtal nicht.

### Richteramt Habersdorf
Das Richteramt Habersdorf hatte die Dorf- und Gemeindeherrschaft über Fernabrünst und Großhabersdorf. Grundherrliche Ansprüche hatte das Amt nicht.

### Stadtvogteiamt Langenzenn
Das Stadt- und Vogteiamt Langenzenn übte über folgende Orte das Hochgericht aus:
Alizberg, Atzenhof, Bernbach, Burggrafenhof, Burgstall, Deberndorf, Erlachskirchen (z. T.), Erzleitenmühle, Flexdorf, Galgenhof, Gauchsmühle, Göckershof, Hammerschmiede, Hardhof, Hauptendorf, Hausen, Heinersdorf, Höfen, Horbach, Hornsegen, Kagenhof, Keidenzell, Kirchfarrnbach, Klaushof, Königsmühle, Kreppendorf, Langenzenn, Laubendorf, Lohe, Lohmühle, Mannhof, Obermichelbach, Oberreichenbach, Ödenhof, Raindorf, Retzelfembach, Ritzmannshof, Roßendorf, Rothenberg, Seckendorf, Seukendorf, Siegelsdorf, Stadeln, Steinbach, Stinzendorf (z. T.), Taubenhof, Tuchenbach, Unterfarrnbach, Untermichelbach, Vach, Veitsbronn, Wasenmühle, Wittinghof und Zautendorf.
Es hatte die Dorf- und Gemeindeherrschaft über folgende Orte: Laubendorf, Lohe (?), Oberreichenbach, Raindorf, Retzelfembach, Rothenberg, Seckendorf, Seukendorf, Tuchenbach und Veitsbronn.
Grundherrliche Ansprüche hatte das Stadt- und Vogteiamt Langenzenn nicht.

#### Rat Langenzenn
Der Rat Langenzenn hatte die Dorf- und Gemeindeherrschaft über Langenzenn.

#### Klosteramt Langenzenn
Das Klosteramt Langenzenn hatte die Dorf- und Gemeindeherrschaft über folgende Orte: Dambach (strittig), Erlachskirchen (z. T.), Hausen, Horbach und Obermichelbach.
Das Klosteramt Langenzenn hatte in folgenden Orten Grundherrschaften (in Klammern ist die Zahl der Anwesen  und die Gesamtzahl des Ortes angegeben):
- Unmittelbar: Bronnamberg (2/16), Dambach (5/20), Erlachskirchen (3/5), Göckershof (2/2), Hardhof (1/1), Hausen (2/5), Heinersdorf (3/20), Horbach (7/14), Langenzenn (4/150), Laubendorf (11/37), Lohe (3/11), Raindorf (2/8), Roßendorf (3/16);
- Mittelbar: Kirche Obermichelbach: Kreppendorf (1/7), Pfarrei Rittersbach: Laubendorf (2/37), Spital Langenzenn: Obermichelbach (8/20), Oberreichenbach (1/26), Tuchenbach (1/31); Heiligenstiftung Oberreichenbach: Oberreichenbach (3/26); Dekanat Langenzenn: Oberreichenbach (1/26).

#### Verwalteramt Deberndorf
Das Verwalteramt Deberndorf hatte die Dorf- und Gemeindeherrschaft über Deberndorf. Es war dort Grundherr über 25 Anwesen.